# بلدة كولدووتر (مقاطعة برانش)
كولدووتر، مقاطعة برانش (بالإنجليزية: Coldwater Township, Branch County, Michigan)‏ هي بلدة تقع بولاية ميشيغان في الولايات المتحدة. تبلغ مساحتها 74.4 (كم²)، وترتفع عن سطح البحر 295 م، بلغ عدد سكانها 6102 نسمة في عام تعداد الولايات المتحدة 2010 حسب إحصاء مكتب تعداد الولايات المتحدة وتصل الكثافة السكانية فيها 85.5 نسمة/كم2.

## وصلات خارجية
- coldwatertownship.com
- The US50 - Cities and Towns in Michigan State
- Michigan Cities and Towns, Facts, Map, Flag, Colleges, Government, and More